# Convento de Santo Domingo de Porta Coeli
El Convento de Santo Domingo de Porta Coeli localizado en la calle Ramas, esquina Dr. Veve en San Germán, Puerto Rico, es una de las capillas más antiguas del Nuevo Mundo.

## Historia
El Convento de Santo Domingo de Porta Coeli fue fundado por los padres Dominicos en 1606. 
En 1949, la Iglesia católica  transfirió el Convento al Gobierno de Puerto Rico. Se restauró en 1960 y se convirtió en el Museo de Arte Religioso de Porta Coeli.
En el año 2003  el Instituto de Cultura Puertorriqueña (ICP) inauguró una nueva museografía, resultado de una investigación rigurosa de documentos inéditos, con el fin de identificar propiamente las piezas expuestas.
La nueva museografía de Porta Coeli incluye: una talla policromada de Santo Tomás de Aquino del siglo XVII, tallas policromadas de San Sebastián y de Santo Domingo de Guzmán del siglo XVIII, entre otras.

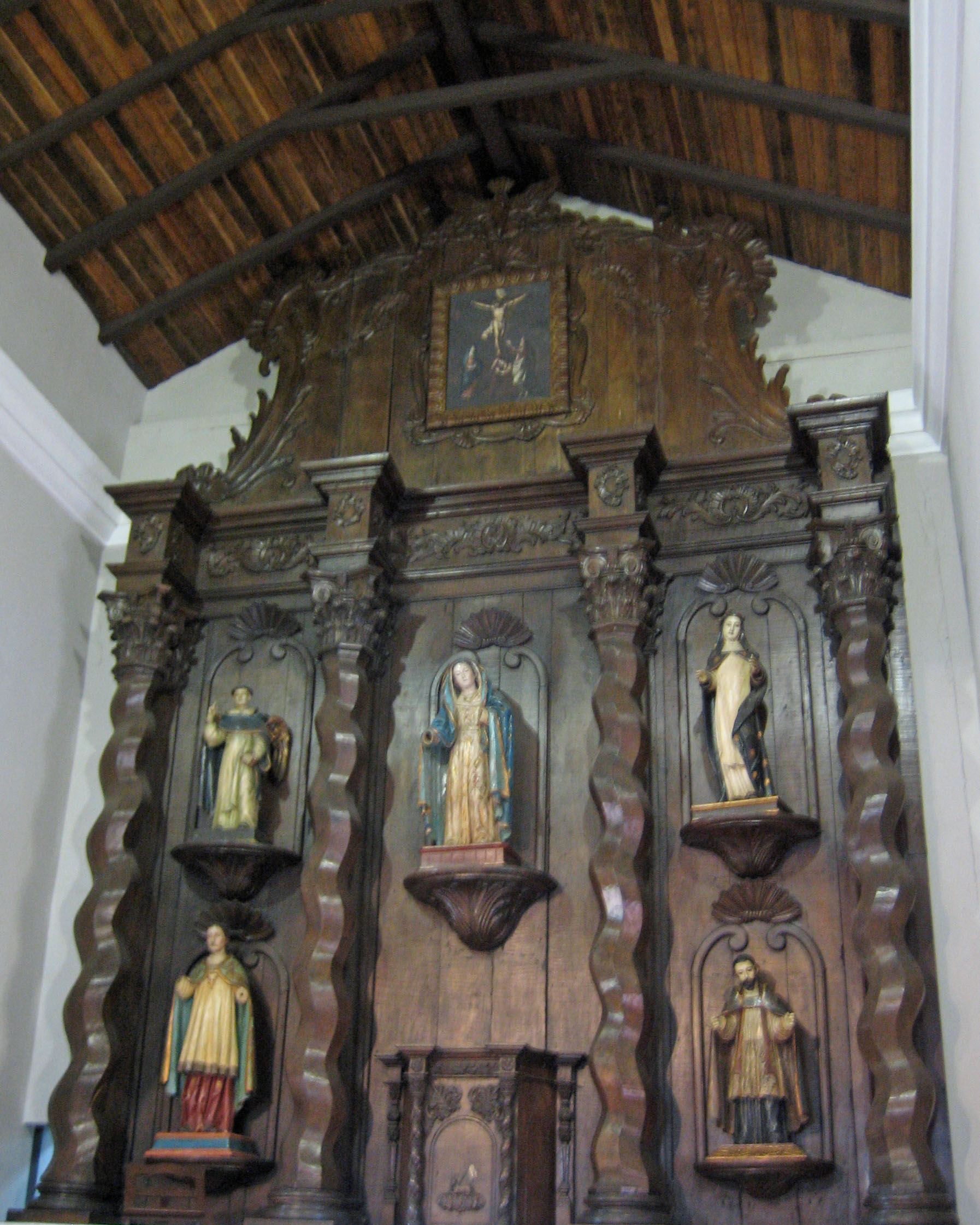
Altar del convento de Santo Domingo de Porta Coeli

## Actualidad
Del 9 al 12 de noviembre de 2006, el ICP conmemoró los 400 años de este monumento.
El 12 de noviembre de 2026 se conmemorará los 420 años de este monumento.